# Earl Derr Biggers
Pour les articles homonymes, voir Derr (homonymie) et Biggers.
Œuvres principales
- La série des Charlie Chan (1925-1932)

Earl Derr Biggers (Warren, Ohio, 24 août 1884 - Pasadena, Californie, 5 avril 1933) est un journaliste, dramaturge et romancier américain, auteur des romans policiers ayant pour héros le détective américain d'origine chinoise Charlie Chan.

## Biographie
Diplômé de Harvard en 1907, Earl Derr Biggers se destine à la carrière journalistique qu'il amorce à Boston.
En 1913, il publie un premier roman, Seven Keys to Baldpate, adapté à la scène, puis au cinéma à sept reprises, et qui lui apporte la notoriété.
Dramaturge en vue de Broadway dans les années 1920, il souffre d'hypertension causée par le stress du milieu théâtral. Son médecin lui impose un long repos et Biggers loue un bungalow dans un hôtel de Hawaii. C'est là qu'il entend parler d'un célèbre policier chinois de la police de Honolulu, dont il s'inspire pour créer le détective Charlie Chan qui apparaît, entre 1925 et 1932, dans six romans. Mi-chinois, mi-américain, Charlie Chan établit un pont entre ses cultures d'origine, conservant des traits de caractère orientaux bien distinctifs : sa patience, sa politesse et surtout sa haute sagesse qu'il exprime grâce à des aphorismes à la Confucius, aussi apocryphes qu'obscurs, mais d'un indéniable effet comique. À une époque où sévit dans la littérature populaire la vogue du péril jaune, Charlie Chan représente la figure encore rare d'un asiatique aimable, sympathique et au service de la loi.
Hollywood s'empare très tôt du personnage et une quarantaine de films mettant en scène les enquêtes du détective chinois sont réalisés entre 1926 et 1949. Les premiers adaptent les récits originaux avant que des scénaristes de métier, dont Philip MacDonald, soient mis à contribution pour multiplier les aventures du héros, souvent dans les décors les plus exotiques. Warner Oland (à 16 reprises), Sidney Toler (à 22 reprises), Roland Winters (à 6 reprises) et Peter Ustinov (une seule fois) ont successivement incarné Charlie Chan à l'écran. La télévision prend le relais dans les années 1950 avec The New Adventures of Charlie Chan, série de 39 épisodes avec J. Carrol Naish dans le rôle-titre, puis, en 1972, avec une série de dessins animés, The Amazing Chan and the Chan Clan, en 14 épisodes.
Earl Derr Biggers, qui réside à San Marino, meurt des suites d'une crise cardiaque à l'hôpital de Pasadena en 1933, bien avant le développement du glorieux succès de sa création.

## Œuvre

### Romans

#### SérieCharlie Chan
- The House Without a Key (1925) Publié en français sous le titre Charlie Chan revient, Paris, Éditions des Loisirs, coll. Le Yard, 1939. Publié en français sous le titre La Maison sans clef, Paris, Opta, coll. Club de livre policier, 1966 ; réédition, Bruxelles, Gérard, coll. Marabout BMno 390, 1971 ; réédition, Paris, Éditions L'Instant, coll. L'Instant noir, 1987 ; réédition dans Charlie Chan, Paris, Robert Laffont, coll. Bouquins, 1993.
- The Chinese Parrot (1926) Publié en français sous le titre Le Perroquet chinois, Paris, Perrin, 1932 ; réédition, Paris, Opta, coll. Club du livre policier, 1964 ; réédition, Bruxelles, Gérard, Marabout BMno 375, 1971 ; réédition, Paris, Éditions L'Instant, coll. L'Instant noir, 1987 ; réédition dans Charlie Chan, Paris, Robert Laffont, coll. Bouquins, 1993. Publié en français dans une nouvelle traduction sous le titre Le Perroquet chinois, Paris, Librairie des Champs-Élysées, coll. Le Masque, 1983.
- Behind That Curtain (1928) Publié en français sous le titre Derrière ce rideau, Paris, Perrin, 1930 ; réédition, Paris, Opta, coll. Club du livre policier, 1964 ; réédition, Bruxelles, Gérard, Marabout BMno 382, 1971 ; Paris, Éditions L'Instant, coll. L'Instant noir, 1987, Charlie Chan, Paris, Robert Laffont, coll. Bouquins, 1993.
- The Black Camel (1929) Publié en français sous le titre Charlie Chan à Honolulu, Paris, Nouvelle Revue Critique, coll. L'Empreinte no 149, 1938 Publié en français sous le titre Le Chameau noir, Paris, Opta, Le Club du livre policier, 1966 ; réédition, Bruxelles, Gérard, coll. Marabout BMno 395, 1972 ; réédition, Paris, Éditions L'Instant, coll. L'Instant noir, 1987 ; réédition dans Charlie Chan, Paris, Robert Laffont, coll. Bouquins, 1993.
- Charlie Chan Carries On (1930) Publié en français sous le titre Un policier chinois, Paris, Nouvelle Revue Critique, coll. L'Empreinte no 4, 1932 Publié en français sous le titre Charlie Chan à la rescousse, Paris, Opta, coll. Club du livre policier, 1968 ; réédition, Bruxelles, Gérard, coll. Marabout BMno 386 1971 ; Paris, Éditions L'Instant, coll. L'Instant noir, 1987 ; réédition dans Charlie Chan, Paris, Robert Laffont, coll. Bouquins, 1993.
- Keeper of the Keys (1932) Publié en français sous le titre Le Gardien des clefs, Paris, Nouvelle Revue Critique, L'Empreinte no 166, 1939 ; réédition, Paris, Opta, coll. Club du livre policier, 1968 ; réédition, Bruxelles, Gérard, coll. Marabout BMno 378, 1971 ; réédition, Paris, Éditions L'Instant, coll. L'Instant noir, 1987 ; réédition dans Charlie Chan, Paris, Robert Laffont, coll. Bouquins, 1993.

#### Autres textes de fiction
- Seven Keys to Baldpate (1913) Publié en français sous le titre La Septième Clé, Paris, Éditions des Loisirs, coll. Le Yard no 24, 1950 ; réédition, Paris, Éditions des Loisirs, coll. Super Yard, 1952.
  - Seven Keys to Baldpate
- Love Insurance (1914) (adapté au cinéma en 1940 sous le titre Une nuit sous les tropiques (One Night in the Tropics)) ;
- Inside the Lines (1915) (en collaboration avec Robert Welles Ritchie) ;
- The Agony Column ou Second Floor Mystery (1916) (adapté au cinéma en 1926 sous le titre Souvent est pris (The Man Upstairs) ;
- Fifty Candles (1926) ;
- Earl Derr Biggers Tells Ten Stories (1933), recueil de nouvelles posthume.

### Nouvelles
- Bargain Day on the Yacht (1907)
- Two Thieves (1907)
- The Deuce of Hearts (1908)
- The Apron of Genius (1909) Publié en français sous le titre Le Tablier du maître, Paris, Opta, L'Anthologie du Mystère no 9, septembre 1966
- The Bird in Cage (1909)
- The Cruel Town (1910)
- The Great Reader (1910)
- Admirer (1910)
- Spats McCann (1911)
- A Patriot (1912)
- Hats (1912)
- Every Man His Own Playright (1912)
- Heels (1912)
- 47 Girls and Sally (1913)
- A Lost Quixote (1913)
- The Way to the Island (1913)
- Sister (1914)
- Volcano-Mad (1916)
- The Agony Column (1916)
- The Ebony Stick (1916) Publié en français sous le titre La Canne d'ébène, Paris, Opta, Mystère Magazine no 79, août 1954
- Good Fishing (1917)
- Same Old Circle (1917)
- Each According to His Gifts (1917)
- The House on Shadow Hill (1917)
- The Red-Haired Rooster of the Rapaho (1918)
- Selling Miss Minerva (1921)
- The End of Rainbow (1921)
- John Henry and the Restless Sex (1921)
- Idle Candles (1921)
- Prisoners in Paradise (1921)
- The Prodigal Father (1921)
- A Letter to Australia (1921)
- Trouping Ellen (1922)
- Meet the Wife (1922)
- The Heart of the Loaf (1922)
- Broadway Broke (1922)
- On Behalf of the Boobs (1922)
- Possessions (1923)
- The One-Play Man (1923)
- The Business of Being a Father (1923)
- The Dollar Chase ou The Dollars Chasers (1924) Publié en français sous le titre La Chasse au dollar, Paris, Opta, Mystère Magazine no 268, juin 1970, et no 269, juillet 1970
- Lafayette, We're All Here Now (1927)
- Nina and the Bleemish (1928) Publié en français sous le titre Nina et le pouilleux, Paris, Gallimard, Marianne no 50, 1933
- Omelettes and Sympathy for All (2007), nouvelle posthume

## Sources
- Jacques Baudou et Jean-Jacques Schleret, Le Vrai Visage du Masque, vol. 1, Paris, Futuropolis, 1984, 476 p. (OCLC 311506692), p. 61-62.
- Claude Mesplède, Dictionnaire des littératures policières, vol. 1 : A - I, Nantes, Joseph K, coll. « Temps noir », 2007, 1054 p. (ISBN 978-2-910-68644-4, OCLC 315873251), p. 227-228 et 395-396.
- Jean Tulard, Dictionnaire du roman policier : 1841-2005. Auteurs, personnages, œuvres, thèmes, collections, éditeurs, Paris, Fayard, 2005, 768 p. (ISBN 978-2-915793-51-2, OCLC 62533410), p. 75-76.